# Димитрије Герасимовић
Димитрије Герасимовић  (Барошевац, 15. август 1855 — 26. март 1906, Рим) био је српски лекар, санитетски пуковник, учесник ослободилачких ратова Кнежевине Србије од 1876—1878. године, управник Војне болнице у Београду, аутор бројних вредних дела из области медицине.

## Живот и каријера
Рођен је 1855. године у селу Барошевац, код Лазаревца, срез колубарски, округ београдски, од оца Глигорија Герасимовића (1829–1898), свештеника у Барошевцу. Основну школу завршио је у родном месту. Након што је Прву мушку гимназију у Београду, завршио 1872. године, школовао се на великој школуи у Београду до 1875. године
Као државни питомац Димитрије је студирао медицину на Медицинском факултету у Бечу, на коме је дипломирао 1883. године. Као студент, прекидао је школовање како би учествовао у ратовима које је Кнежавина Србија водила од 1876. до 1878. године.
Након повратка са студија  медицине у Србију, радио је прво као срески лекар и физикус у Гроцкој а затим у Књажевцу.
У брак са  Косаром Грујић (1861–1925), ћерком Јелене и Јеврема Грујића, родом из Даросаве 1884. године. Димитрије је са Косаром изродио троје деце, синове Ивана (1885–1953) и Јеврема (1887–1943) и кћер Славку (1890–1958).
Након што је стекао чин резервног капетана друге класе, 1884. године преведен је у војној службу, као лекар у јединицама, а затим као шеф санитетског одсека Ађутантског одељења Команде активне војске. У чин капетана прве класе унапређен је 1889. године, а наредне године у чин медицинског мајора. Године 1898. унапређен је у чин санитетског потпуковника.
Током 1885. године Димитрије је учествовао у српско-бугарском рату. По завршетку рата 1886. године послат је у Хајнрихов завод у Бечу да научи како се израђује вакцина против беснила, за потребе оснивања Пастеровог завода у Нишу.
У два наврата био је управник Војне болнице у Београду, а од 1903. године обављао је дужност начелник санитета у Министарству војном.

## Дело
Димитрије Герасимовић је био предавач на Војној академији и члан Главног одбора Друштва Црвеног крста. Објавио је бројна вредна дела и дао значајан допринос унапређењу Српског војног санитета.
За време служења у војсци   био је старешина у ресорном министарству, лекар првог батаљона Првог моравског пука, у Инжињеријској команди сталног штаба у Нишу, лекар Дунавског пешадијског пука, лекар седмог батаљона Дунавског пешадијског пука, лекара Војне болнице у Београду. У два наврата биран је и за управника Војне болнице. Затим је радио као врђилац дужности, а касније и као начелник санитетског одељења Ађутантског одељења Команде активне војске. Године 1900. постављен је за здравственог референта Дунавске дивизијске области.
Посебан допринос Димитрије Герасимовић до је развоју здравствене службе у Србији. Од 1903. године, са чином санитетског пуковника, обавља је функцију начелника санитетских служби у Министарству војске (до смрти). Био је један од ретких војних лекара који су се школовали у иностранству за неке од грана превентивне медицине. Стечена знања посветио је превенцији и залагао се за спровођење хигијенских и противепидемијских мера у касарнама и војним установама у циљу спречавања ширења заразних болести, посебно туберкулозе.

## Признања
Димитрије Герасимовић је за свој рад у војсци одликован бројним орденима.